# Poecillastra nana
Poecillastra nana är en svampdjursart som först beskrevs av Carter 1880.  Poecillastra nana ingår i släktet Poecillastra och familjen Pachastrellidae.
Artens utbredningsområde är havet utanför Indien. Inga underarter finns listade i Catalogue of Life.